# Roger Haudegand
Roger Haudegand, né le 20 février 1932 à Marly et mort le 19 mai 2017 à Aix-en-Provence, est un joueur de français basket-ball.

## Biographie
L'un des 1ers grand scoreur du Championnat de France de basket-ball, il sera 7 fois meilleur marqueur du championnat, 5 fois consécutivement de 54 à 58 et en 60 et 61 (en 59, son équipe est en 2e division).
Il termine sa carrière avec un total de 3529 points en Nationale 1.
Il est le premier joueur à marquer plus de 50 points dans un match de championnat le 21 février 1954 en marquant 58 points contre Nilvange, performance qu'il réitérera 3 fois durant sa carrière.
Le 24 février 1957 il marque 62 points contre Tours (4e performance de tous les temps en Championnat de France).
Il se retire des parquets à l'âge de 29 ans seulement pour s'occuper de son magasin de sports à Valenciennes car le basket-ball, alors amateur, ne lui permet pas de gagner correctement sa vie.

## Clubs successifs
- 1953 - 1961 :  RCS Marly / RCS Valenciennes (Nationale 1)
- 1961 - 1964 :  Racing CF (Nationale 1)

## Palmarès
- Meilleur marqueur du Championnat de France : 1954, 1955, 1956, 1957, 1958, 1960, 1961
- Médaille de bronze au Championnat d'Europe 1953 à Moscou

### Distinctions personnelles
- Introduit membre de l'Académie du basket-ball français au titre de la promotion 2012[2].